# Strigoderma arboricola
Strigoderma arboricola är en skalbaggsart som beskrevs av Fabricius 1792. Strigoderma arboricola ingår i släktet Strigoderma och familjen Rutelidae. Inga underarter finns listade i Catalogue of Life.